# Famille Hottinguer
Pour les articles homonymes, voir Hottinguer.
La famille Hottinguer est une famille de banquiers d'origine suisse, à l'origine d'établissements bancaires, respectivement parisien (banque Hottinguer) et suisse (Hottinger & Cie).
Le nom « Hottinger » apparaît d'abord dans les annales de la ville de Zollikon, près de Zurich, en 1362. La ville, ayant récemment joint la Confédération des VIII cantons, était devenue un centre prospère où certains membres de cette famille (Hans, Heinrich et Rudolf) sont nommés Burghers (citoyens) de la ville. Aux XVe et XVIe siècles, leurs descendants participent à l'évolution progressive d'un canton initialement rural vers l'économie financière, et jouent un rôle actif dans la vie politique, culturelle et religieuse de la région tout au long du XVIIIe siècle.
Cette famille fut décorée du titre de baron en 1810, sous le Premier Empire français.
La famille Hottinguer figure parmi les grands donateurs (en 1968) du musée Carnavalet d'Histoire de Paris.

## Cinq générations de pasteurs et de médecins (1467-1732)
Klaus Hottinger († en 1524) est le premier martyr du mouvement protestant suisse.
L'un de ses petits-fils, Hans-Heinrich Hottinger, donne naissance à une lignée d'illustres mathématiciens, physiciens, médecins, et théologiens, parmi lesquels Jean Henri Hottinger (1620-1667) — dit Johann Heinrich Hottinger « l'Ancien », pour le différencier d'homonymes ultérieurs — qui est un orientaliste, historien et théologien, doyen de l'Université de Heidelberg.
Sébastien Hottinger (1538-1600), frère de Hans-Heinrich, est un médecin et député du conseil municipal de Zurich. Son petit-fils Hans-Rudolf Hottinger (1600-1670) initie une nouvelle lignée Hottinger comme ecclésiastiques. Son fils Rudolf (1642-1692) et son petit-fils Hans-Rudolf (1673-1732) sont également pasteurs.

## Hommes d'affaires et politiciens (1712-1764)
Hans-Rudolf a cinq enfants dont seul un fils, Johannes, survit.
Pendant la deuxième moitié du XVIIe siècle, Zurich prospère avec la fin de la guerre de Trente Ans (1618-1648), la signature du traité de Westphalie, la déclaration d'indépendance de la Suisse par le Saint-Empire romain germanique suivie, plus tard, de la proclamation de la neutralité perpétuelle de la Suisse. S'impliquant dans le commerce à cette époque, une branche de la famille Hottinger initie une dynastie bancaire. De plus, l'année de naissance de Johannes (1712) a été marquée par la fin de la 2e bataille de Villmergen à la suite de laquelle Zurich est devenue un carrefour central du commerce en Europe.
Johannes fait une carrière politique, sans doute facilitée par le fait que son oncle, Christof Hottinger, est député municipal et trésorier du Grossmünster (église protestante) de Zurich. En 1734, Johannes épouse la fille de Johannès Cramer, adjoint municipal en tant que représentant de corporation du safran. Ils ont trois fils, Johann-Heinrich (1734-1808), Johannes (1738-1797) et Johann-Rudolf (1739-1809), tous commerçants. Tous les trois épousent des filles de marchands bien établis et développent leurs entreprises en établissant des relations avec la banque genevoise Passavant, de Candolle, Bertrand & Cie.

## Premiers pas en finance (1764-1798)

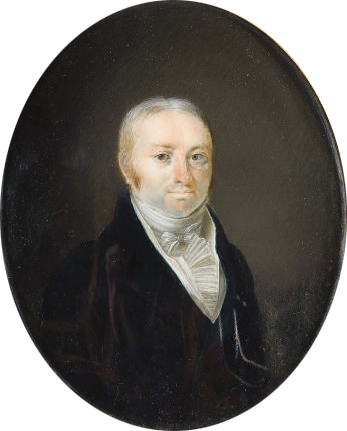
Portrait de Jean-Conrad Hottinguer par Martin-David Muet, 1817.

Johann-Konrad (1764-1841), dont le patronyme est francisé en Jean-Conrad Hottinguer (un « u » avait été ajouté au nom afin de préserver la prononciation germanique), fils de Johann-Rudolf Hottinger, est celui qui a définitivement fait de la famille une dynastie financière. Comme beaucoup de fils de riches familles de Zurich, il est envoyé à Mulhouse en 1779 pour un stage dans une filature de coton. Mais Jean-Conrad est moins intéressé par le commerce du coton et de la soie que par le dessin et les mathématiques. Compte tenu de son intérêt pour les finances, Jean-Conrad rejoint son oncle Johann-Heinrich à Genève en 1783.
Grâce aux relations de son oncle, Jean-Conrad s'initie au métier de banquier chez Passavant, de Candolle, Bertrand & Cie. Puis il témoigne d'un intérêt tout particulier pour la question de la dette publique, principalement en France et en Grande-Bretagne.
Comme son compatriote suisse Jacques Necker, devenu directeur général des finances du roi de France Louis XVI, Jean-Conrad Hottinguer se rend à Paris en 1784 et commence un stage dans la banque 
Le Couteulx & Cie, gérée alors par Jean-Barthélémy Le Couteulx de Canteleu qui sera l'un des fondateurs de la Banque de France.
Dans le même temps, à Zurich, un certain nombre d'hommes d'affaires fortunés - parmi lesquels Jean Conrad Escher, Salomon Escher, Martin Usteri et Jean Conrad Ott - se réunissent au début de l'année 1786 dans le but d'investir à Paris. Jean Conrad Escher avança le nom de Hottinger, « le fils de Jean Rodophe Hottinger et un jeune commis au service de Le Couteulx ». Jean Conrad et Salomon Escher se rendent à Paris où ils rencontrent Denis de Rougemont de Löwenberg, qui est à la tête d'une banque parisienne connaissant alors des difficultés. Les Escher sont donc en position de proposer un partenariat, en choisissant Jean-Conrad Hottinger, alors âgé de 23 ans. C'est ainsi que Jean-Conrad passe de simple commis de banque à partenaire de la banque « Rougemont, Hottinger & Cie », créée fin 1786 et qui figure à l'almanach royal début 1787. Ses locaux se trouvent rue Croix-des-Petits-Champs à Paris.
Alors que la banque est en pleine expansion, des différences apparaissent entre les associés. Rougemont analyse : « M. Hottinger, très intelligent et capable, a pour but de faire immédiatement une fortune. Je tiens seulement à préserver la mienne. » Peu après, Rougemont perd la confiance d'Usteri et Escher, les investisseurs suisses de sa banque, qui préférèrent rompre leur partenariat avec Rougemont en 1790.
De son côté, en pleine Révolution française, Jean-Conrad Hottinguer conclut une entente avec un ancien banquier du roi de Pologne, Paul Sellouf qui, vieillissant et malade, se retire bientôt, laissant Jean-Conrad avec une vaste clientèle. Il se retrouve ainsi seul propriétaire d'un établissement bancaire qui porte son nom, la banque Hottinguer & Cie. Dès 1802, il ouvre une succursale au Havre puis dans d'autres ports français. Il devient également l'un des conseillers financiers de Talleyrand, alors ministre des relations extérieures, et est l'un des premiers régents de la Banque de France.

## L'établissement d'une dynastie financière (1798-1866)

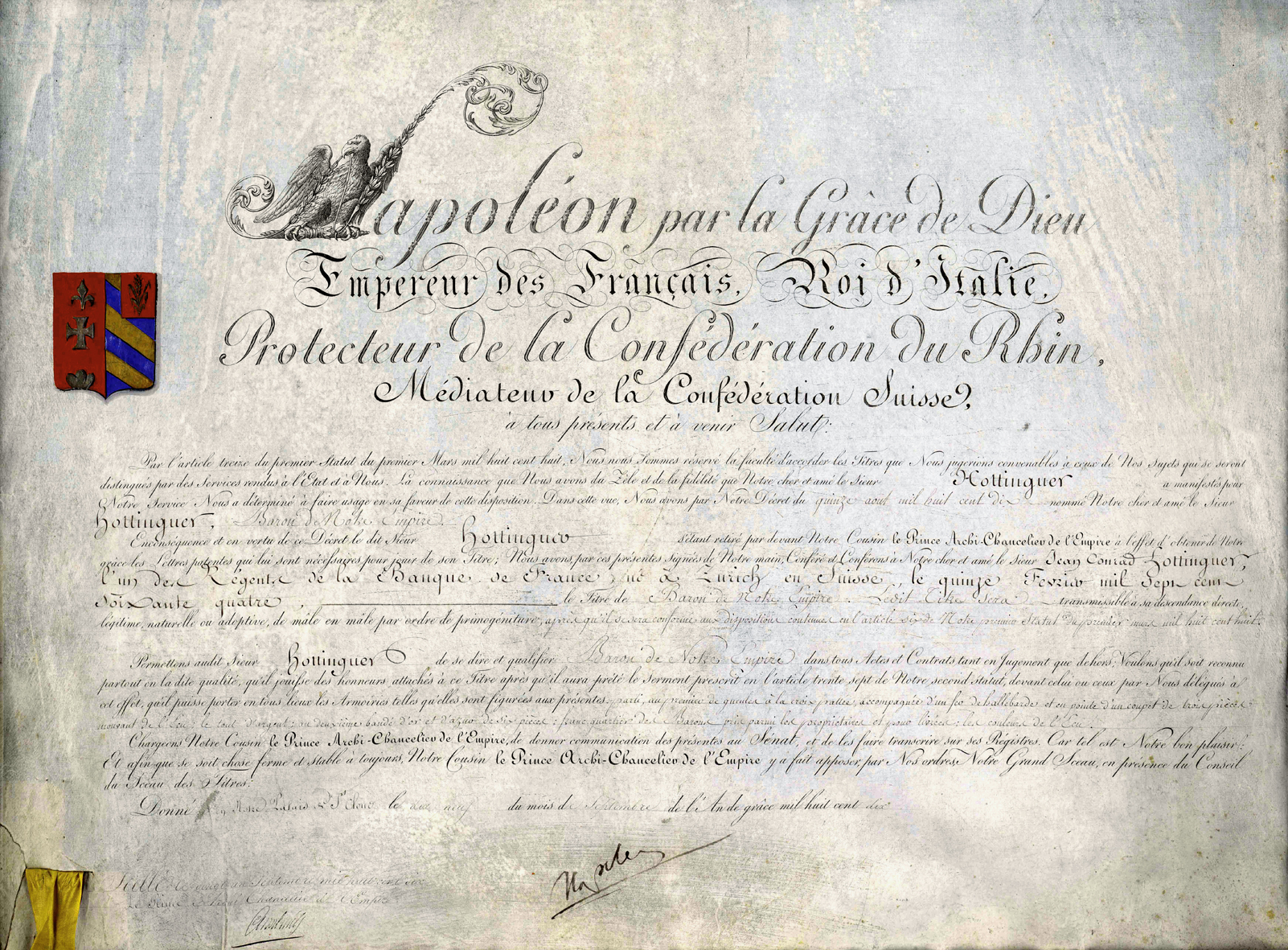
Lettres patentes accordant le titre de Baron de l'Empire à Jean-Conrad Hottinguer.

Jean-Conrad Hottinguer  profite de son savoir sur la dette publique et s'intéresse en outre aux nouvelles lois commerciales promulguées par Napoléon Ier en 1807. Le 19 septembre 1810, l'empereur le nomme baron de l'Empire. En 1818, Hottinguer et l'industriel Benjamin Delessert créent la première société d'épargne et de prévoyance pour les salariés modestes (précurseur des fonds de pension) appelée la Caisse d'Épargne et de Prévoyance de Paris.

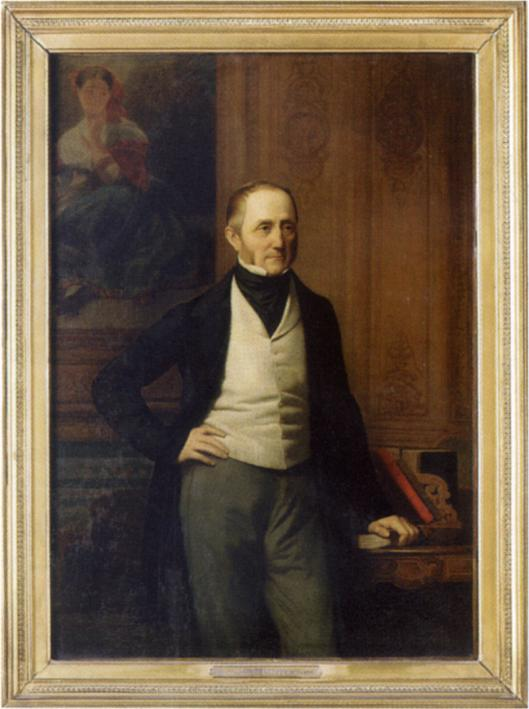
Portrait de Jean-Henri Hottinguer (1803-1866).

Jean-Conrad a six filles et deux fils dont l'aîné, Jean-Henri, né en 1803, hérite du titre de baron et remplace en janvier 1833 son père à la tête de la banque. Jean-Conrad ayant anticipé les risques de la Révolution de Juillet 1830, il parvient à préserver la banque de toute perte.
Son fils Jean-Henri développe désormais la banque à l'étranger. Sa vie est aussi mouvementée que celle de son père. Il  voyage en Angleterre alors qu'il n'a que 15 ans et, à l'âge de 23 ans, s'embarque pour La Nouvelle-Orléans afin d'établir des relations commerciales avec les États-Unis grâce à la flotte de navires acquis par son père. Il se rend ensuite à Washington DC. De retour en France, en 1832, Jean-Henri épouse Caroline Delessert, la fille de François-Marie Delessert, frère de Benjamin Delessert avec lequel son père avait fondé la Caisse d'Épargne et de Prévoyance de Paris dont Jean-Henri devient directeur en 1837.
Dans le même temps, Jean-Henri Hottinguer poursuit ses voyages et se rend rapidement compte du potentiel  qu'offrent les nouvelles technologies de son temps, notamment le chemin de fer. Il joue ainsi un rôle important dans le développement du réseau de chemins de fer français, et contribue, en 1853, à la création de la Compagnie générale des eaux, devenue aujourd'hui Veolia environnement. Il investit également en Russie et participe à la restructuration des finances du Mexique dans les premières années de l'intervention française.

## Traversée des crises financières (1867-1950)

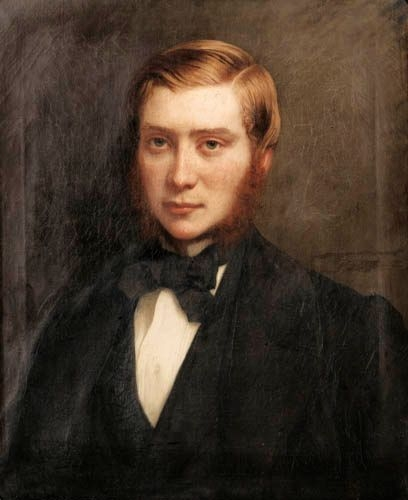
Portrait de Rodolphe Hottinguer (1835-1920), ici en 1863.

Jean-Henri Hottinguer meurt en 1866, laissant la banque entre les mains de son fils Rodolphe (1835-1920). Ce dernier se distingue en prenant la tête d'un groupe de six financiers européens qui rencontrent le Grand vizir de l'Empire ottoman, ce qui aboutit à la création, en 1863, de la Banque impériale ottomane.

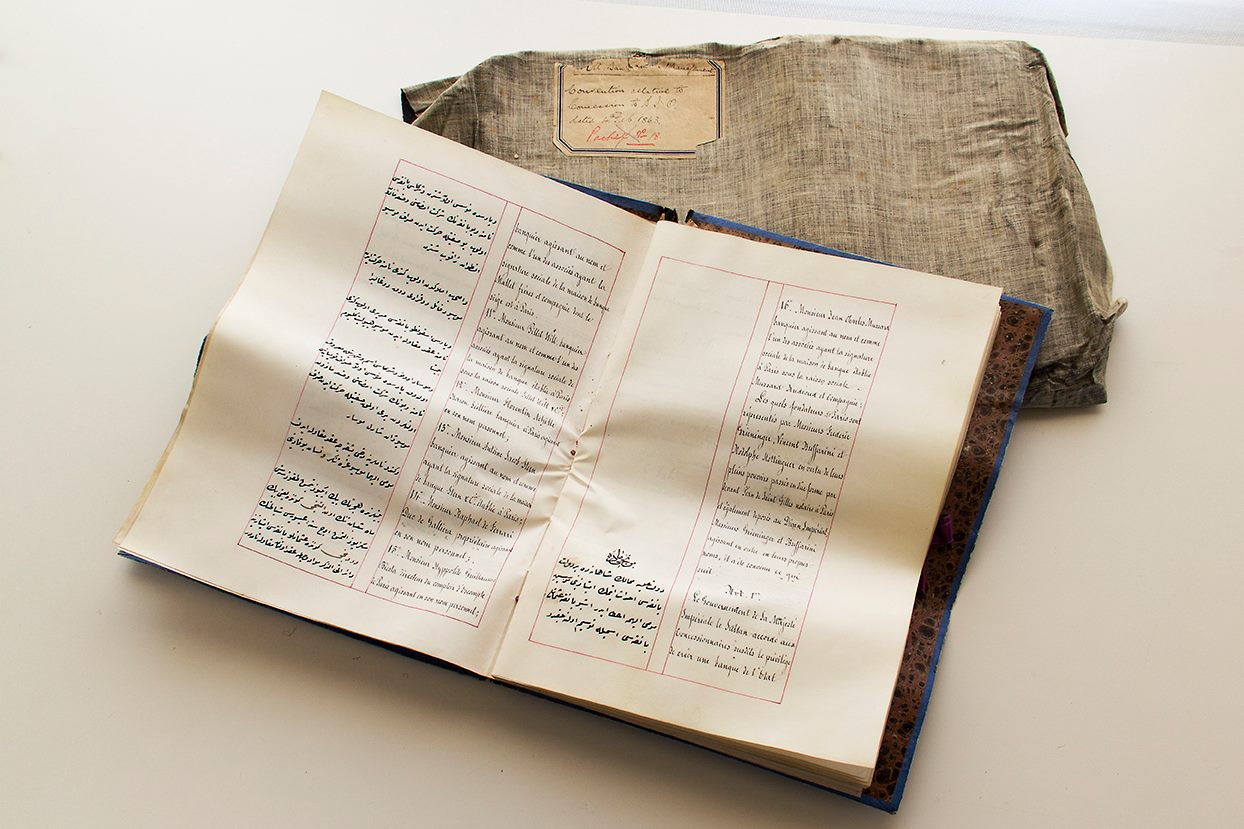
Acte de concession de la Banque impériale ottomane, 4 février 1863.

En France, si la guerre franco-prussienne de 1870 et l'avènement de la IIIe République ont peu d'impact sur les institutions financières du pays, une série de revers économiques liés à des investissements aux États-Unis et en Europe conduisent néanmoins à une déflation sévère et à une dépression mondiale en 1873. Celle-ci perdure jusqu'en 1896. La banque Hottinguer & Cie prospère malgré tout.
En 1890, la banque célèbre son centenaire. Rodolphe Hottinguer poursuit la politique de son père, consistant à s'impliquer dans l'infrastructure industrielle de la France. Il occupe notamment le poste de vice-président de la Compagnie des chemins de fer de Paris à Lyon et à la Méditerranée. Toutefois, deux décennies après la Grande Dépression (1873-1896), la banque doit faire face aux affres de la Première Guerre mondiale.
Rodolphe peut alors compter sur l'aide de son fils Henri (1868-1943), qui lui succède en 1892 et qui doit faire face à la crise de 1929. À son tour, Henri peut s'appuyer sur son propre fils Rodolphe durant la Seconde Guerre mondiale. Celui-ci  maintient l'entreprise à flot et préserve le domaine familial du château de Piple à Boissy-Saint-Léger (région parisienne).

## L'ère moderne (1950-2015), l'expansion internationale et le déclin de la banque suisse

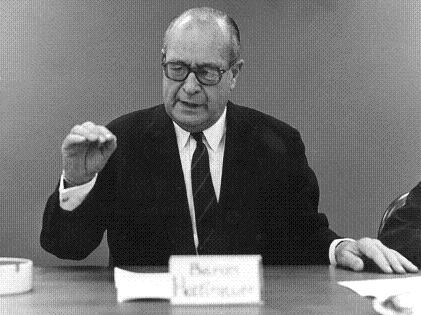
Photo de Rodolphe Hottinguer
(1902-1985).

Du fait de ce nouveau Rodolphe Hottinguer (1902-1985) (en), la banque est entrée dans le XXe siècle avec une approche moderne[style à revoir] du secteur bancaire. Il dirige la dynastie financière familiale à une époque où les sociétés évoluent rapidement, réussissant à préserver la tradition d'une banque privée à taille humaine alors même que des propositions alléchantes[style à revoir] lui sont offertes en raison d'une tendance à la mondialisation. En 1945, Hottinguer & Cie participe à la création de la compagnie d'assurance Drouot, l'un des « ancêtres » d'Axa.
Rodolphe Hottinguer s'implique dans le développement économique en France et en Europe. Il occupe plusieurs postes importants, comme ceux de vice-président de la Chambre de commerce et d'industrie de Paris, président de la Chambre de commerce internationale, président de la Fédération Bancaire Européenne et, pendant plus de 35 ans, président de l'Association française des banques devenue aujourd'hui la Fédération bancaire française. Rodolphe Hottinguer est mort en 1985, laissant à son fils Henri (1934-2015) le soin de préserver et développer un héritage bancaire solide.

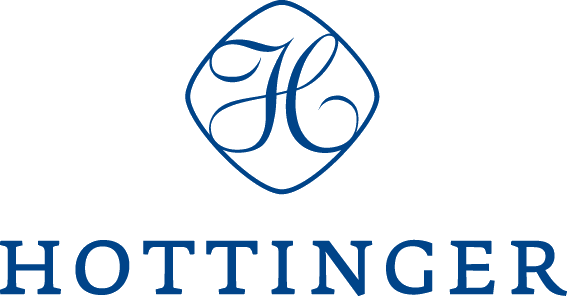
Ancien logo en H de la banque Hottinger & Cie - actuellement propriété de la Banque Hottinguer, Paris.

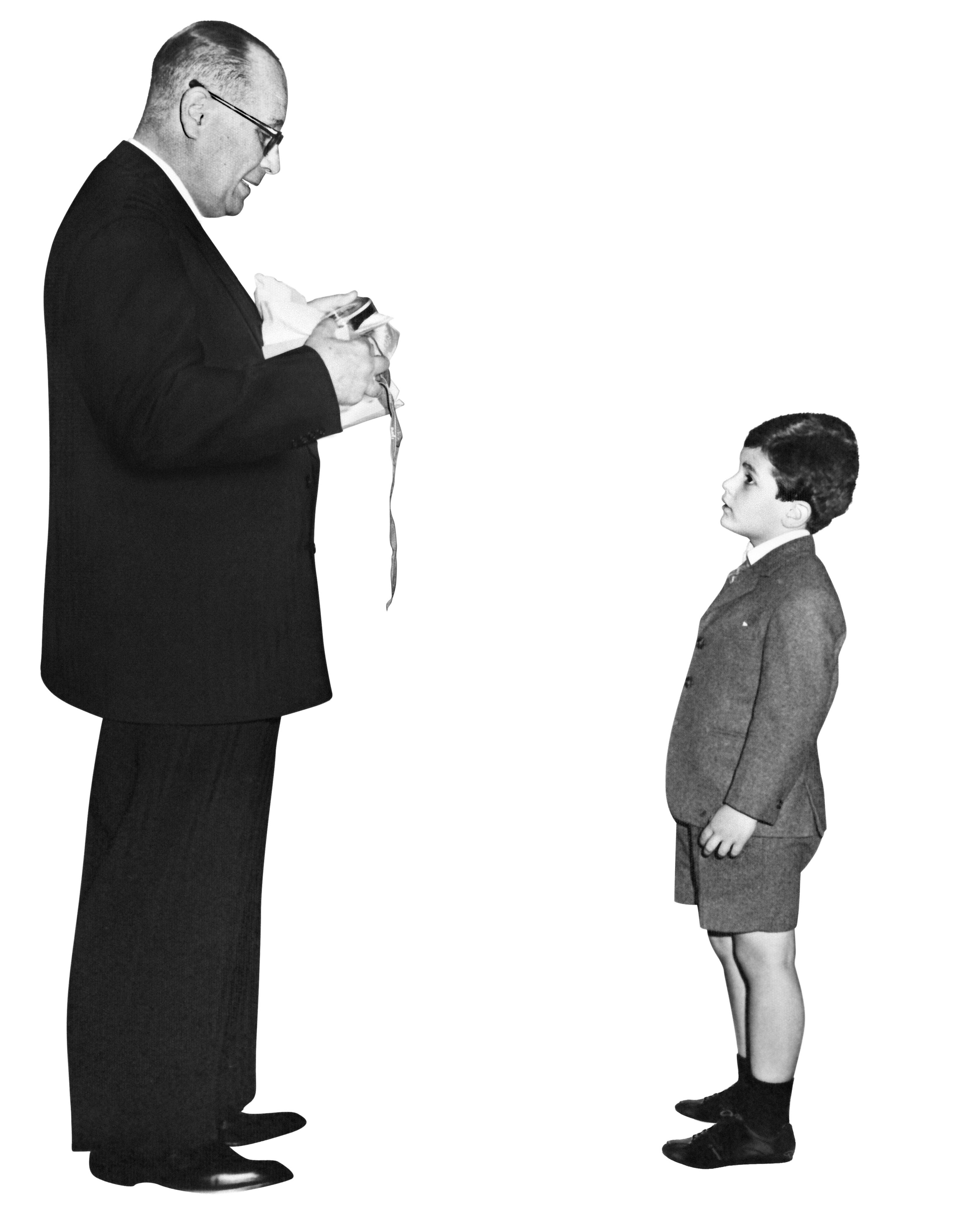
Rodolphe Hottinguer (1902-1985) et son petit-fils Rodolphe Hottinger (né en 1956).

En 1968, Henri revient en Suisse où il fonde à Zürich la banque Hottinger & Cie. Avec l'aide de ses fils Rodolphe Hottinger (1956) (en) et Frédéric Hottinger, il travaille au développement international du groupe bancaire Hottinger. Ils fondent Hottinger Capital Corp. à New York et ouvrent une succursale à Genève en 1987. En 1997, la banque cède son siège historique parisien au Crédit suisse, mais Hottinger Capital SA s'implante à Genève en 1998. Un an plus tard, des partenariats stratégiques internationaux sont initiés avec des « sociétés affiliées », afin d'étendre la portée de la banque, sans pour autant trop en accroître la taille. Le groupe Banque Hottinger devient ainsi actif à Bâle, Brigue, Genève, Sion, Zürich et New York. En 2007, deux cousins germains de la famille Hottinguer[Qui ?] deviennent associés de la Banque : Paul de Pourtales et Jonathan Bowdler-Raynar.
En décembre 2009, à la suite d'une longue bataille familiale, Rodolphe quitte le Groupe Hottinger et crée la Compagnie Financière Rodolphe Hottinger SA. L'année suivante, Hottinger & Cie devient une société anonyme, avec l'arrivée de nouveaux partenaires. Hottinger & Cie SA adopte ensuite la raison sociale Banque Hottinger & Cie SA, et ses activités hors de Suisse sont regroupées au sein du groupe Financière Hottinguer. Le 26 octobre 2015, la FINMA annonce la faillite de Banque Hottinger & Cie SA et la cessation immédiate de ses activités,,,,,. Les spéculations sont nombreuses quant aux raisons qui ont mené à cette mise en liquidation.

## Fusions et le groupe Hottinger (depuis 2015)

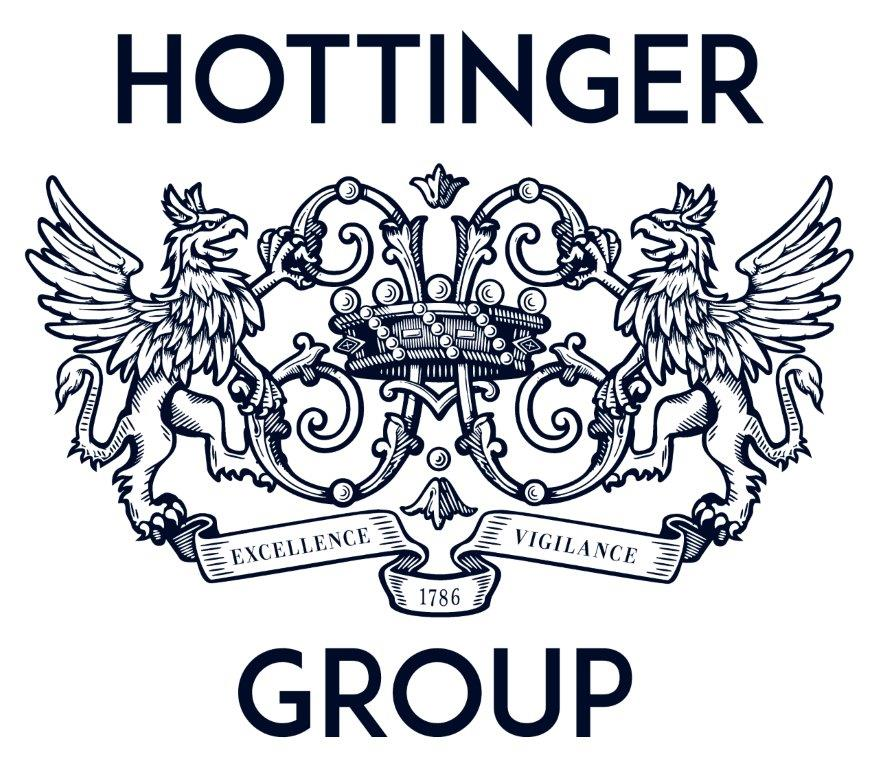

À la suite du décès du baron Henri Hottinger (1934-2015), son fils, Frédéric Hottinger, hérite de la grande majorité des biens de son père, en particulier du groupe de gestion de patrimoine international Groupe Financière Hottinger & Co (créé en 1981 et présidé par le feu Baron) et une participation majoritaire dans Lyford Bank Bahamas.
Dès réception de son héritage, Frédéric Hottinger entame des discussions avec un riche bureau multifamilial (Archimedes Private Office). La Financial Conduct Authority (FCA) a approuvé la fusion de Hottinger et d'Archimedes en juillet 2016, avec les bureaux de Hottinger Group à Londres, Dublin, New York et Genève.
En 2017, la société financière Iteram d’Alexandre Col, ancien responsable de la multigestion alternative de Rothschild, fusionne avec Hottinger Luxembourg. Frédéric Hottinger demeure actionnaire et rejoint le conseil d’administration d’Iteram Investments,.
L'affaire des Panama Papers révèle que la famille Hottinger (sans précision sur les branches concernées) détiendrait 11 sociétés-écrans lui ayant permis de dissimuler une partie de ses avoirs aux autorités fiscales, notamment françaises.
Le groupe Edmond de Rothschild a annoncé, le 26 octobre 2021, la cession de son activité de gestion de fortune au Royaume-Uni au groupe Hottinger. La transaction, sous réserve de l'accord du régulateur britannique, verrait les clients et le personnel d'Edmond de Rothschild Private Merchant Banking LLP transférés à Hottinger. Dans le cadre de cette opération, Edmond de Rothschild a acquis une participation de 42,5% dans Hottinger Group.

## Généalogie sommaire
(janvier 2024).
Hans, fils de Klaus Hottinger [réf. à confirmer] 
- Hans-Heinrich  (1536-?)
  -     -       - Jean Henri Hottinger (1620-1667)
- Sébastien Hottinger (1538-1600)
  -     -       -         -           - Johannes Hottinger (1712-1744)
            - Johann-Heinrich Hottinger (1734-1808)
            - Johannes Hottinger (1738-1797)
            - Johann-Rudolf Hottinger (1739-1809)
              - Jean-Conrad Hottinguer (1764-1841), 1er baron
                - Jean-Henri Hottinguer (1803-1866), 2e baron
                  - Rodolphe Hottinguer (1835-1920), 3e baron
                    - Henri Hottinguer (1868-1943), 4e baron
                      - Madeleine Hottinguer (1900-1995), épouse de Jean de Pourtalès
                      - Rodolphe Hottinguer (1902-1985) (en), 5e baron
                        - Henri Hottinguer (1934-2015), 6e baron
                          - Rodolphe Hottinguer (1956) (en), 7e baron
                          - Frédéric Hottinguer

                        - Caroline Hottinguer (1936-2008), épouse de Christian de Pourtalès (1928-)
                          - Max de Pourtalès (1961-)
                          - Paul de Pourtalès (1961-)
                          - Laure de Pourtalès

                        - Paul Hottinguer (1942-)
                          - Philippe (1969-)
                          - Laetitia Hottinguer (1967-)

                        - Véronique Hottinguer (1943), épouse de Richard Bowdler-Raynar
                          - William Bowdler-Raynar (1965-)
                          - Jonathan Bowdler-Raynar

                      - Philippe Hottinguer (1905-1962)

                    - Maurice Hottinguer (1872-1969)
                      - Jean-Conrad Hottinguer (1907-1993)
                        - Jean-Philippe Hottinguer (1938-)
                          - Jean-Conrad Hottinguer (1966-)

                      - Pierre Hottinguer (1917-2006)
                        - François Hottinguer (1944-)
                          - François-Xavier Hottinguer (1980-)

                        - Emmanuel Hottinguer (1952-)
                          - David Hottinguer (1980-)

- Johann Jakob Hottinger (1652-1735), théologien
- Johann Heinrich Hottinger (de) (1680-1756), cristallographe et minéralogiste
- Johann Jakob Hottinger (1750-1810), philologue, critique et théologien
- Johann Jakob Hottinger (en) (1783-1860), historien

## Alliances
Les principales alliances de la famille Hottinguer sont : Bourlon de Sarty, Delessert (1832), de Pourtalès, van Laëre, Chevallier-Chantepie, de Bethmann (1867), Famille de Maupeou (1906), François-Poncet, de Montgolfier, Jacquin de Margerie, de Montrichard, Robinet de Plas, de Yturbe, d'Albert de Luynes, Toulemonde.